# Interdependentie
Interdependentie is onderlinge afhankelijkheid of samenhang. Bij sociale interdependentie zijn mensen op elkaar aangewezen.
Tussen twee staten is sprake van interdependentie als beide tegelijk van elkaar afhankelijk zijn. De mate van dependentie vanuit beide zijden kan echter verschillen.

## Theorie
Interdependentie speelt een rol in sociaal, economisch, affectief, cognitief en politiek verband. Staten die met elkaar handel drijven zijn afhankelijk van elkaars politieke beleidsvorming en juridische wetgeving. Winst maken is mede afhankelijk van twee laatstgenoemde factoren.

## Bilateraal en multilateraal
Interdependentie verwijst in internationale verhoudingen minder vaak naar bilaterale dependentie, waar slechts twee staten afhankelijk van elkaar zijn. Meestal is sprake van multilaterale dependentie tussen een groter aantal staten. Oorzaak hiervan is de globalisering.
De mate van internationale politieke samenwerking voorspelt de mate van efficiëntie van de marktwerking. De handel van de meeste staten is afhankelijk van de wereldmarkt, en niet gericht op één specifieke handelspartner.

## Interdependentie en vrede
Sommigen geleerden menen dat interdependentie voor vrede zorgt. Immers, een gezonde relatie tussen staten is beter voor de economie. In theorie zullen staten het liefst conflicten vermijden, opdat er geen economische blokkades ontstaan.
Aan de andere kant creëert interdependentie scheve verhoudingen tussen staten. Bijvoorbeeld als een staat meer goederen importeert dan exporteert, zal er een tekort op de betalingsbalans staan. Het welzijn van de bevolking binnen een staat is dan te veel afhankelijk van de handel die een staat drijft. Een staat kan machtiger worden, terwijl de levensstandaard van de bevolking omlaag gaat.

## Referentie
- Goldstein, J. (1997): International Relations , Sixth Edition, International Edition, Pearson Longman.

## Strategieën ter voorkoming van dependentie
- Autarkie
- Protectionisme